# L-gulonat 3-dehidrogenaza
-gulonat 3-dehidrogenaza (EC 1.1.1.45, -3-aldonatna dehidrogenaza, L-3-aldonska dehidrogenaza, L-gulonska kiselina dehidrogenaza, -beta-hidroksikiselina dehidrogenaza, -beta-hidroksi-kiselina-NAD+-oksidoreduktaza, L-3-hidroksikiselina dehidrogenaza) je enzim sa sistematskim imenom L-gulonat:NAD+ 3-oksidoreduktaza. Ovaj enzim katalizuje sledeću hemijsku reakciju
-gulonat + + {\displaystyle \rightleftharpoons } 3-dehidro-L-gulonat + NADH + H+
Takođe oksiduje druge L-3-hidroksikiseline.

## Literatura
- Nicholas C. Price; Lewis Stevens (1999). Fundamentals of Enzymology: The Cell and Molecular Biology of Catalytic Proteins (Third изд.). USA: Oxford University Press. ISBN 019850229X.
- Eric J. Toone (2006). Advances in Enzymology and Related Areas of Molecular Biology, Protein Evolution (Volume 75 изд.). Wiley-Interscience. ISBN 0471205036.
- Branden C; Tooze J. Introduction to Protein Structure. New York, NY: Garland Publishing. ISBN 0-8153-2305-0.
- Irwin H. Segel. Enzyme Kinetics: Behavior and Analysis of Rapid Equilibrium and Steady-State Enzyme Systems (Book 44 изд.). Wiley Classics Library. ISBN 0471303097.

## Spoljašnje veze
- L-gulonate+3-dehydrogenase на 